# Río Santa Cruz (Río Grande)
Der Río Santa Cruz, im Oberlauf abschnittsweise Río Huaranga und Río Tibillo, ist ein etwa 100 km langer rechter Nebenfluss des Río Grande in der südlichen Pazifikregion von Peru, in den Regionen Huancavelica und Ica.

## Flusslauf
Der Río Santa Cruz entspringt in der peruanischen Westkordillere im Distrikt Córdova der Provinz Huaytará auf einer Höhe von etwa 3940 m. Er fließt in überwiegend südlicher Richtung durch ein arides Bergland. Dabei durchquert er die Distrikte Tibillo und Santa Cruz der Provinz Palpa. Bei Flusskilometer 78 befindet sich am rechten Flussufer die Ortschaft Tibillo. Bei Flusskilometer 25 kreuzt bei der Ortschaft San Fernando die Nationalstraße 1S (Panamericana) von Ica nach Palpa den Flusslauf. Der Río Santa Cruz durchquert auf seinen letzten Kilometern die Küstenwüste und erreicht schließlich den Río Grande. Die Mündung des Río Santa Cruz liegt etwa 3 Kilometer oberhalb der Mündung des Río Nazca. Entlang dem Mittellauf wird in geringem Maße bewässerte Landwirtschaft betrieben. Im Unterlauf fällt der Río Santa Cruz häufig trocken. Bei Flusskilometer 21 befindet sich in einem kleinen Seitental links vom Flusslauf der archäologische Komplex Ciudad Perdida de Huayuri.

## Einzugsgebiet
Das Einzugsgebiet des Río Santa Cruz erstreckt sich über eine Fläche von ungefähr 530 km². Es grenzt im Westen an das Einzugsgebiet des Río Ica sowie im Osten an das des oberstrom gelegenen Río Grande.